# Capachica (distrito)
Capachica é um distrito do Peru, departamento de Puno, localizada na província de Puno.

## Transporte
O distrito de Capachica é servido pela seguinte rodovia:
- PU-119, que liga a cidade ao distrito de Taraco
- PU-118, que liga a cidade  de Paucarcolla ao distrito [1][2][3]